# Смит, Джон (баскетболист)
Джон Смит-младший (англ. John Smith Jr.; родился 24 мая 1944 года, Колумбус, Миссисипи, США) — американский профессиональный баскетболист, который выступал в Американской баскетбольной ассоциации, отыграв всего два из девяти сезонов её существования.

## Ранние годы
Джон Смит родился 24 мая 1944 года в городе Колумбус (штат Миссисипи), там же учился в одной из средних школ, в которой играл за местную баскетбольную команду.